# Masa madre
La masa madre es un cultivo simbiótico de las levaduras presentes de manera natural en alimentos, como los cereales, en especial levaduras como la Saccharomyces cerevisiae, responsable también de la fermentación del vino y la cerveza, y bacterias presentes en el medio ambiente.

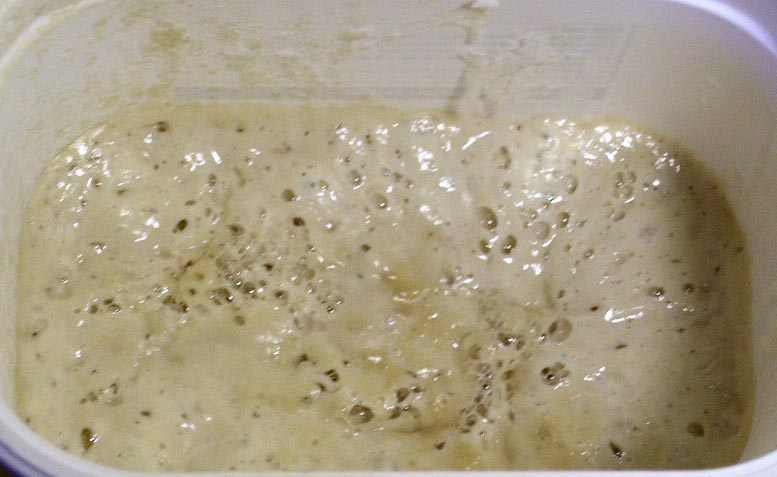
Masa madre compuesta de harina y agua tras dos días de fermentación.

Tradicionalmente ha servido para hacer fermentar el pan, antes de que existiese la levadura comercial. Es el homólogo de términos como sourdough en inglés, Sauerteig en alemán o levain en francés. Es por tanto un tipo de levadura, aunque el pan elaborado con este método se suele denominar “de levadura natural” o incluso “sin levadura”.
Se suele elaborar a partir de cereales como el trigo o el centeno. Los panaderos desde antes guardan la masa madre, ya sea en estado líquido o como un trozo de masa (separado del pan justo antes de la cocción), para la elaboración diaria del pan incorporándole harina y los demás elementos con los que se vaya a componer el pan. Las cepas de levadura de la masa madre son relativamente resistentes a las bajas temperaturas (más que las de la levadura comercial) por eso se pueden almacenar “vivas” alimentándolas con harina y agua; o bien en estado pasivo, adormecidas a bajas temperaturas, por ejemplo en la nevera (siempre sobre cero).

## Obtención

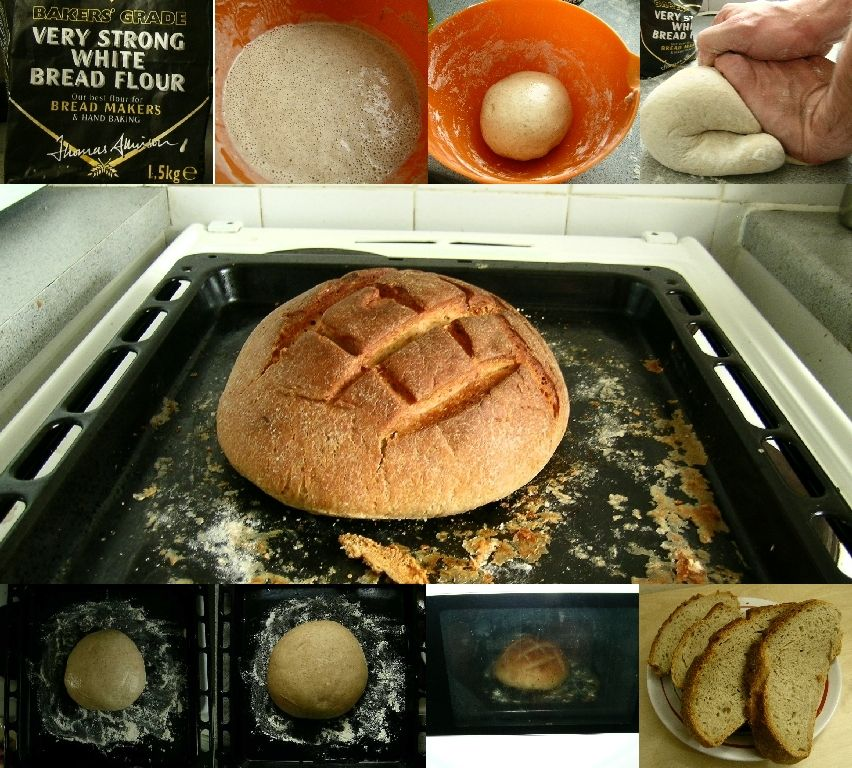
Elaboración de pan a partir de masa madre en forma líquida.

Para obtener masa madre (la levadura no se hace ni se crea, ya que está presente en el ambiente) hay que capturar los microorganismos presentes en el aire, para que, junto con la levadura presente en los cereales creen un cultivo que impida prosperar en la masa harinosa a microorganismos indeseados. Sin embargo también hay masas madre hechas a partir de levadura, modificando las poblaciones de microorganismos de la masa, y por lo tanto modificando en mayor o menor medida el sabor final del pan. Algunos panaderos contemporáneos hablan de «masa madre de cultivo» o «natural» para referirse a aquella que no incluye levadura. Este cultivo necesita tres elementos básicos: 
- Alimento
- Humedad
- Temperatura adecuada (tibia, no caliente, similar a la del cuerpo humano)

Un exceso o falta de alguno de ellos puede resultar en la muerte de los microorganismos que componen la masa madre. Del mismo modo, aumentos o descensos de temperatura influyen en la cantidad de alimento necesario.
Para elaborar masa madre se necesita agua y un cereal, preferiblemente en estado de harina. Las levaduras suelen estar presentes en el exterior de los granos del cereal, así que es más conveniente usar harina integral, ya que la harina blanca carece del salvado, que ha sido extraído en el proceso de molienda. Se junta el mismo volumen de harina y de agua y se deja a temperatura ambiente. A lo largo de varios días (depende de las condiciones, puede variar de tres días a una semana) se procederá a desechar la mitad de la masa. Se mezcla medio volumen de harina y agua “nuevas”, y se añade a la masa “antigua”, de esta manera se procura que a cada “carga de alimentos”, aumente la probabilidad de atrapar las levaduras y bacterias presentes en el cereal. Al cabo de 2-3 días la masa empezará a burbujear y desprender un ligero olor acre o avinagrado (similar al que se logra de la fermentación de zumos de frutas como chichas, principalmente cerveza). Se seguirá alimentando hasta que esas burbujas hagan que el espeso líquido aumente de volumen. En ese punto, la masa está preparada para ser usada en la elaboración de pan. Se puede acelerar el proceso usando pasas de uva (muy ricas en levaduras), trigo machacado y salvado de trigo (la cáscara del trigo desechado en la molienda para producir harina) durante los dos primeros días, para aumentar las posibilidades de éxito de la masa, luego se desechan. Este proceso suele dar resultados más rápidos con harina integral de centeno.
Es importante atender la temperatura del proceso. En los lugares donde la temperatura ambiente es baja, lo ideal es hacerlo en las zonas de la casa más temperadas; en climas más cálidos no es necesario tanto cuidado. Esto acelerará el proceso de fermentación bajando además la probabilidad de que la masas se contaminen con otros organismos no deseados que podrían causar mal olor y aspecto de la masa madre. Si el ambiente es muy frío, del orden de los 18° o menos, el proceso tardará mucho tiempo y el resultado no será agradable de olor. Por el contrario, si se expone la masa a una temperatura por encima de los 40-45°, las levaduras pueden terminar muriendo o la masa puede cocinarse. Un buen criterio es que esté tibio, pero cómodo al tacto.
La mejor harina para producir masa madre es la integral de centeno.

### Con harinas libres de gluten
Se ha demostrado que la masa madre producida a partir de harinas libres de gluten, tales como las de maíz, arroz, amaranto, teff o alforfón (también denominado trigo sarraceno), contiene nuevas cepas de Lactobacillus y levaduras que no se encuentran en las masas tradicionales con gluten. Su empleo en panes libres de gluten, en sustitución de las levaduras comercializadas, consigue un producto final de mayor calidad tanto desde el punto de vista nutricional como funcional y reduce la necesidad de añadir aditivos, tales como hidrocoloides, enzimas o conservantes químicos.

## Leudo del pan
Es muy importante tener en cuenta que la masa madre no es tan rápida en leudar como las levaduras comerciales (se incluyeron durante la Revolución Industrial para acelerar el proceso), de modo que se hace necesario dejar los panes que leuden algunas horas.

## Conservación
Para una elaboración diaria de pan (como en las panaderías) se mantiene el cultivo vivo a temperatura ambiente alimentándolo cada día con una dosis de partes iguales de harina y agua para que la levadura no muera y de esta forma siempre se mantenga con alimento, ya que se trata de una colonia de seres vivos; sin alimento dejan de reproducirse y mueren. 
No obstante, para la panificación ocasional, se pueden utilizar tres métodos, de menor a mayor duración: el del secado (2-3 meses), el del refrigerado (6 meses) y el del congelado (hasta 2-3 años).
En el método del secado, se extiende la masa madre activa sobre papel vegetal con un rodillo de cocina, espátula o cuchillo y se deja secar hasta que se agriete y divida fácilmente con las manos, en forma de escamas. Posteriormente, se guarda en un recipiente hermético. 
Para el método del refrigerado, se puede guardar este líquido espeso (o masa) en un bote en la nevera, pudiendo durar hasta unos seis meses. Es conveniente que el bote no sea totalmente hermético. Tras varios días en la nevera, es normal que el líquido se asiente, incluso que le salga una capa de líquido marrón o grisácea. Se elimina el exceso de líquido sin más. Para reactivarla y volver a elaborar pan, no hay más que sacar la masa madre de la nevera y añadirle una “carga” de harina y agua tibia (igual peso de harina que de agua) y dejarlo de tres a cuatro horas hasta que burbujee o bien colocando la masa madre en un lugar cálido para que adquiera una temperatura adecuada para la reproducción de las levaduras. En ese momento se puede utilizar para la panificación. 
Finalmente, en el método del congelado, es conveniente guardar la masa madre envasada herméticamente (preferentemente, al vacío) en el congelador. Para reactivarla, hay que descongelarla primero y luego se mezcla una parte de masa madre, una de harina y otra de agua y se deja fermentar durante 12 horas. Tras dos o tres refrescos mediante esta mezcla, la masa madre ya está lista para poder ser usada.

## Reactivación o refresco

### Intenso tras conservación ocasional prolongada
Tras permanecer en la nevera varios meses, la masa madre se refresca para que pierda acidez y así poder hacer pan con el sabor adecuado:
- El refresco se ha de hacer mediante una mezcla 1:10:10, es decir, 1 parte de masa madre, 10 de harina y 10 de agua refresco. Se deja doblando unas 24 horas y se desecha la mitad, dejándose la mitad de la masa madre.
- El segundo refresco es 1:1:1, que doble aproximadamente en la mitad de tiempo (15 horas).
- El tercer refresco es 1:10:10, con 5 gramos de masa madre inicial y se deja doblar de nuevo 24 horas.

A partir de ese momento, podemos volver a guardar la masa madre en la nevera, para tenerla preparada cuando decidamos hacer pan o usarla directamente para hacerlo. Lo habitual es obtener 450 g de masa madre una vez doblada, de la que se puede utilizar 400 g para producir pan y 50 para utilizar para otros panes como masa madre.